# بور ریدج (ایلینوی)
بر ریج (به انگلیسی: Burr Ridge) یک روستا در ایالات متحده آمریکا است که در ایلینوی قرار دارد. بر ریج ۱۸٫۶۷ کیلومتر مربع مساحت و ۱۰٬۵۵۹ نفر جمعیت دارد.